# Albert Kluyver
Albert Jan Kluyver (3. června 1888 Breda – 14. května 1956 Delft) byl nizozemský mikrobiolog a biochemik, zakladatel porovnávací biochemie. Byl spojen s „delftskou školou“ mikrobiologie.

## Život
Albert Kluyver byl v letech 1922 až 1956 profesorem obecné a aplikované mikrobiologie na Technické univerzitě v Delftu. Jeho asistentem zde a později i nejznámějším žákem byl Cornelius Van Niel. Představil koncept, že všechny organismy jsou na molekulární úrovni srovnatelné, protože všechny biochemické procesy spouští stejné mechanismy. Tato myšlenka byla před objevem univerzálního genetického kódu všeobecně přijímána.
Od roku 1926 byl členem Nizozemské královské akademie věd. V roce 1952 jej Královská společnost vyznamenala Leeuwenhoekovou medailí, v roce 1953 potom Copleyho medailí. V roce 1953 byl Kluyver zvolen členem American Academy of Arts and Sciences. Jeho jméno nese Kluyverův efekt.

## Dílo
- A[lbert] J[an] Kluyver: Chemical Activities of Micro-Organisms. University of London Press, London 1931.
- A[lbert] J[an] Kluyver & C[ornelis] B[ernardus] van Niel: The Microbe's Contribution to Biology. Harvard University Press, Cambridge, Mass. 1956.